# Against the Sun
Against the Sun (bra: Contra o Sol) é um filme de drama, ação e aventura estadunidense de 2014, dirigido por Brian Falk. O filme teve estreia no Museu Nacional da Segunda Guerra Mundial em Nova Orleans, Louisiana, em 23 de novembro de 2014.

## Sinopse
Três pilotos da marinha norte-americana colidem seus aviões no Pacífico Sul. Em um bote salva-vidas no meio do mar aberto, eles ficam sem alimento e água, além de não terem esperança de serem resgatados. Navegando por mais de 1.600 quilômetros, eles enfrentam tempestades, tubarões, a fome e a convivência.

## Elenco
- Garret Dillahunt
- Tom Felton
- Jake Abel
- Nadia Parra
- Quinton Flynn